# Goran Pelaić
Goran Pelaić (Split, 1947. – Split, 11. kolovoza 2023.), bio je hrvatski glazbeni novinar. Poznat je kao kroničar najvažnijih lakoglazbenih festivala 20. stoljeća u Hrvata, Melodija hrvatskog Jadrana i Splitskog festivala. Pisao je i o drugim hrvatskim glazbenim velikanima kao što su Nikica Kalogjera i Rajka Vali.
Bio je član savjeta i suorganizator Splitskog festivala, član Selekcijske komisije, Umjetničkog savjeta, urednik, scenarist i član žirija. Prikupio je mnoštvo dokumentacije, snimki, fotografija koje su unikatne, jer je festivalska službena dokumentacija uništena početkom 90-ih kad se uređivao Teatrin na Prokurativama. U Pelaićevom arhivu, koji će s obzirom na nezainteresiranost splitskih gradskih vlasti i odlične suradnje s Arhivom grada Zagreba vjerojatno otići u Zagreb, nalaze se partiture slavnih pjesama, životopisi pjevačkih imena, intervjue, fotografije, tonske zapise koji više nigdje ne postoje.
2002. napisao je monografiju dužine 800 stranica o Splitskom festivalu. Knjiga nosi naslov "Od POŠK-a do Prokurativa", povodom njegove 40. obljetnice.  Na pisanje knjige o Splitskom festivalu odlučio se jer je to osjetio kao osobnu zadaću, kao dio projekta kojim bi trebalo izmijeniti cjelokupni sustav koji je "hrvatsku zabavnu glazbu doveo do ponora, budući da smatra da je hrvatska zabavna glazba sustavno uništavana, ne samo na ovim prostorima — od POŠK-a do Prokurativa, da su izgubljeni svi kriteriji, da se zabavna glazba tretira kao potrošna roba." Smatra da bi se moglo razmišljati o tome da se zabavnoj glazbi dade mjesta u novinskim rubrikama koje obrađuju pitanja iz kulture, a ne da bude u situaciji kao današnjoj, u kojoj se uz časne iznimke, "po radijskim postajama je smeće koje smo pokupili po ruševinama Istoka i Zapada."
Glazbenoj pozornici pridonio je i skladanjem.
Autor je i urednik Nedjeljnog akvarela, tematske glazbeno zabavne mozaične emisije na Hrvatskom radiju - Radio Splitu, koja je posvećena glazbi i glazbenoj kulturi, vrsnim glazbenicima, zavičaju, zanimljivim ljudima, a emitira se svake nedjelje od 12 do 14 sati.

## Vanjske poveznice
- Goran Pelaić na Discogsu
- Razgovarala Tanja Šimundić Bendić: Goran Pelaić: Stara Riva bila je moj epicentar, a danas za mene više ne postoji, Slobodna Dalmacija, 29. siječnja 2012.
- Goran Pelaić Strelkov: III. splitski festival Melodije Jadrana'63 - Prva godina na Bačvicama  Arhivirana inačica izvorne stranice od 18. svibnja 2015. (Wayback Machine), Hrvatski radio - Radio Split
- Goran Pelaić: 10 godina Melodije hrvatskog Jadrana (1) - Plivalište kao estradna scena, podlistak u Slobodnoj Dalmaciji, 26. lipnja 2002.